# Гавриловка (Фёдоровский сельсовет)
Про другой населённый пункт Фёдоровского района Гавриловка см. Гавриловка (Бала-Четырманский сельсовет)
Гаври́ловка (баш. Гавриловка) — деревня в Фёдоровском районе Башкортостана, относится к Фёдоровскому сельсовету.

## Географическое положение
Расстояние до:
- районного центра (Фёдоровка): 8 км,
- ближайшей ж/д станции (Мелеуз): 56 км.

## Население
| 2002 | 2009 | 2010 |
| ---- | ---- | ---- |
| 64   | →64  | ↘21  |

Национальный состав
Согласно переписи 2002 года, преобладающие национальности — русские (33 %), мордва (34 %).